# Infobase Publishing
Infobase Publishing este o editură americană de cărți de referință și de manuale destinate bibliotecilor, școlilor secundare și universităților americane. Infobase deține o serie de mărci proeminente, inclusiv Facts On File, Films for the Humanities & Sciences, Cambridge Educational, Chelsea House (care servește, de asemenea, ca marcă sub care este tipărită colecția specială „Bloom's Literary Criticism”, sub coordonarea criticului literar Harold Bloom) și Ferguson Publishing.

## Istoric
Compania de investiții Veronis Suhler Stevenson a cumpărat mărcile editoriale Facts on File și Chelsea House în 2005, fondând editura Infobase Publishing. Ulterior, editura Infobase a cumpărat Films for the Humanities & Sciences în 2007 și World Almanac în 2009.
În afară de tipărirea pe hârtie a cărților de non-ficțiune, Infobase și mărcile sale afiliate publică o selecție de lucrări în format digital, audio-vizual și sub formă de baze de date online.
Facts On File a publicat cărți începând din 1941. Editura publică lucrări de referință și cu scop comercial.

## Mărci
- Facts On File
- Films for the Humanities & Sciences
- Cambridge Educational
- Chelsea House Publishing

- Bloom's Literary Criticism
- World Almanac
- Ferguson Publishing